# Duetos (álbum de Wesley Safadão)
Duetos é uma coletânia do cantor brasileiro Wesley Safadão. Foi lançada em 22 de julho de 2016 pela Som Livre nos formatos CD e download digital.
O álbum reúne parcerias que o cantor fez, tanto da época Garota Safada, quanto na sua carreira solo. Entre os sucessos da antiga banda estão: "Sou Ciumento Mesmo", "Tentativas Em Vão", "Sou Outra Pessoa" e "Ei Olha o Som (Empinadinha)". Já entre os êxitos solo, canções como "Você Não Me Esqueceu (Nem Muito Menos Eu)", "Parece Que o Vento", "Vou Pagar pra Ver" e "Jeito Safado".
No projeto, que conta com músicas gravadas entre 2012 a 2016, estão grandes nomes da música brasileira como Ivete Sangalo, Jorge (Jorge & Mateus) e Bruno & Marrone.

## Recepção

### Comercial
Debutou na quinta posição no iTunes Store e três dias depois conquistou o segundo lugar. Permaneceu por 42 dias entre os mais comprados.
Segundo a Billboard, foi o terceiro álbum mais vendido do Brasil.
O álbum foi certificado platina pela Pro-Música Brasil, pois vendeu mais de 100 mil cópias.

## Lista de faixas
| Disco compacto (CD) / Download digital |                                                                          |                                                     |         |  |
| N.º                                    | Título                                                                   | Compositor(es)                                      | Duração |  |
| 1.                                     | "Aquele 1%" (com Marcos & Belutti)                                       | Vinicius Poeta Benício Neto                         | 2:56    |  |
| 2.                                     | "Sou Ciumento Mesmo" (com Fernando & Sorocaba)                           | Neto Barros Jota Reis Conde Macedo                  | 3:32    |  |
| 3.                                     | "Você Merece Cachê" (com Israel Novaes)                                  | Jota Reis Neto Barros Conde Macedo                  | 2:25    |  |
| 4.                                     | "Você Não Me Esqueceu (Nem Muito Menos Eu)" (com Jorge (Jorge & Mateus)) | Cabeção do Forró Raniere Mazille                    | 3:15    |  |
| 5.                                     | "Parece Que o Vento" (com Ivete Sangalo)                                 | Cabeção do Forró Zé Hilton Raniere Mazille          | 3:19    |  |
| 6.                                     | "Vou Pagar pra Ver" (com Xand (Aviões do Forró))                         | Cabeção do Forró Zé Hilton Neto Barros Conde Macedo | 4:48    |  |
| 7.                                     | "Escuridão Iluminada" (com Victor & Leo)                                 | Leo Chaves Paulinha Gonçalves                       | 3:46    |  |
| 8.                                     | "Tentativas Em Vão" (com Bruno & Marrone)                                | Cabeção do Forró Zé Hilton Raniere Mazille          | 3:51    |  |
| 9.                                     | "Sou Outra Pessoa" (com Dorgival Dantas)                                 | Dorgival Dantas                                     | 4:22    |  |
| 10.                                    | "Coincidência Não Existe" (com Sorriso Maroto)                           | Nicco Andrade                                       | 2:33    |  |
| 11.                                    | "Ei Olha o Som (Empinadinha)" (com Léo Santana)                          | Big Big Samyr Coelho Valter Danadão                 | 4:58    |  |
| 12.                                    | "Sua Linda" (com Lucas Lucco)                                            | Dener Ferrari Lucas Lucco                           | 3:27    |  |
| 13.                                    | "Jeito Safado" (com Márcia Fellipe)                                      | Renno Junior Gomes Vine Show                        | 3:00    |  |
| 14.                                    | "Pancadão Frenético" (com Claudia Leitte)                                | Nilton Maya Marcelinho Black Bina Farofa            | 3:00    |  |
| Duração total:                         | Duração total:                                                           | Duração total:                                      | 49:12   |  |

## Desempenho comercial
| Parada musical (2016)       | Melhor posição |
| --------------------------- | -------------- |
| Brasil (TOP 20 Semanal PMB) | 3              |
| Brasil (iTunes Álbum Chart) | 2              |

| País (Provedor) | Certificados | Vendas   |
| --------------- | ------------ | -------- |
| Brasil (PMB)    | Platina      | 100.000+ |

## Histórico de lançamento
| Região | Data                | Formato(s)             | Gravadora |
| ------ | ------------------- | ---------------------- | --------- |
| Brasil | 22 de julho de 2016 | Download digital [ 1 ] | Som Livre |
| Brasil | 26 de julho de 2016 | CD [ 9 ] [ 7 ]         | Som Livre |